# 仰山慧寂
仰山慧寂（ぎょうざん えじゃく、804年（貞元20年） - 890年（大順元年））は、中国の唐代の禅僧。諡は智通禅師。俗姓は葉。韶州湞陽県（広東省韶関市曲江区）の出身。

## 生涯
17歳の時に出家し、各地を遊方した。耽源に会って大悟した。その後、潙山霊祐に出会い、15年前後の間、霊祐に師事した。後に、仰山（江西省宜春市袁州区）に住したので、その名となった。以後、その地で、高僧や名僧たちとともに修行に励んだ。
師の住した潙山と合わせて、その系統は後に「潙仰宗」と呼ばれるようになった。

## エピソード
あるとき仰山慧寂は、師の潙山霊祐から「『涅槃経』四十巻のうち、仏説(ブッダの本当の教え)と魔説(悪魔がブッダの名をかたって説いたニセの教え)の割合はどれくらいか」ときかれた。慧寂は「百パーセント、魔説です」と断言した。それを聞いた師は、怒るどころか「今後、きみは誰からも完全に自由だね」と評価した。

## 伝記資料
- 『宋高僧伝』巻12
- 『景徳伝灯録』巻12